# Branchiosauridae
De Branchiosauridae zijn een familie van uitgestorven kleine Temnospondyli met uitwendige kieuwen en een algehele juveniele verschijning. De familie is bekend van honderden goed bewaarde exemplaren uit het Perm-Carboon van Midden-Europa. Deze specimina vertegenwoordigen een doorlopende groeireeks die aantoont dat het taxon pedomorfose vertoont, het behoud van jeugdkenmerken tot op een volwassen leeftijd. Recenter werk heeft echter branchiosauride taxa onthuld die metamorfoserende trajecten vertonen, dus waarin volwassen dieren de kieuwen verliezen. De naam Branchiosauridae is afgeleid van het Oudgrieks branchia, 'kieuwen' en sauros wat onder andere 'salamander' betekent.

## Geologie en paleomilieu
Branchiosauriden leefden voornamelijk in zoetwaterbergmeren in het Perm-Carboon van Midden-Europa op een hoogte van maximaal 2000 meter. Er zijn grote hoeveelheden exemplaren verzameld uit de grijze leisteen en kalksteen van Rotliegend-locaties van het Variscische gebergte. Het fossielenbestand van branchiosauriden is uitzonderlijk: de omstandigheden in deze plaatsen hebben Lagerstatten opgeleverd. Aan de hand van exemplaren die verschillende ontogenetische stadia vertegenwoordigen, is de rijping goed te volgen.
In het Laat-Carboon en het Vroeg-Perm kende West-Europa niet alleen een tegenstelling tussen een jaarlijks droog seizoen en een natte moesson: er deden zich ook snelle lange termijn-veranderingen voor in de relatieve duur van die seizoenen. Dit schiep zeer variabele mariene omgevingen en daarmee een snelle diversificatie en soortvorming binnen de amfibieënpopulaties. Vooral kleinere, ondiepe meren zouden een onstabiele omgeving hebben gevormd als gevolg van deze veranderende klimaatomstandigheden, terwijl grote en diepe meren, die het grootste deel van de branchiosauriden opleveren, meer afgeschermd zouden zijn geweest. Een fijne laminatie van C(org)-rijke grijze tot zwarte leisteen duidt op een gordel van meren met een tropisch tot subtropisch klimaat en het bestaan van variabele zuurstofniveaus voor het waterleven in het Laat-Paleozoïcum. Massale sterfte in het Perm-Carboon werd waargenomen in verschillende stroomgebieden van Duitsland, mogelijk veroorzaakt door episodische vermenging van de watermassa, resulterend in zuurstoftekorten.
Hoewel de absolute leeftijden van bepaalde Rotliegend-lagen nog moeten worden opgehelderd, komt de stratigrafisch oudste branchiosauride die behoort tot het geslacht Branchiosaurus voor in het Westfalien D. Het vroegste voorkomen van de Melanerpeton-clade is het Stephanien C en het eerste voorkomen van het geslacht Aateon in het Boven-Carboon. Het stratigrafische bereik van benoemde leden van Branchiosauridae strekt zich uit tot het Sakmarien (Vroeg-Perm). Een gedeeltelijk skelet uit het Wordien is bekend van de oude Kaş-formatie in zuidoostelijk Turkije, waarmee dit het enige fossiel is van de groep die bekend is van het Guadalupien.
Branchiosauride genenoverdracht versterkt door perioden van nat klimaat leidde tot succesvolle kolonisatie van ongeveer vijftien bekkens (tot nu toe bekend). Er wordt verondersteld dat de Branchiosauridae afkomstig zijn uit het Centraal-Boheemse stroomgebied van Tsjechië (Westfalien D), van waaruit ze migreerden naar stroomgebieden van het Centraal Massief in Frankrijk (Stephanien B) en vervolgens naar verschillende Centraal-Duitse stroomgebieden, waaronder Thüringerwoud, Ilfeld en Saale (Stefanien C).

## Ontdekkingsgeschiedenis
De Branchiosauridae werden in 1879 erkend als een aparte groep, en kregen hun familienaam, door Antonín Frič ('Fritsch'). In 1939 veronderstelde Alfred Romer dat branchiosauriden in feite larvale morfotypen waren van grotere temnospondyle amfibieën. Jürgen Boy verwierp in 1972 deze hypothese echter door autapomorfe larvale kenmerken van branchiosauriden te herkennen die deze onderscheiden van andere Temnospondyli. Boy pleitte voor de neotenische toestand van Branchiosauridae en stelde Micromelerpeton, een andere pedomorfe dissorofoïde groep, tegenover de Branchiosauridae. Hij concludeerde dat branchiosauriden een monofyletische clade vormen die nauw verwant is aan andere dissorofoïden. Branchiosauriden zijn sindsdien verondersteld naaste verwanten te zijn van de Lissamphibia, de kroongroep van de bestaande amfibieën, of daar zelfs toe te behoren.

## Classificatie
De Branchiosauridae vormen een clade binnen de dissorophoide Temnospondyli (een van de veronderstelde oorsprongen van de Lissamphibia). Dissorophoidea omvat de Micromelerpetidae en de Xerodromes (alle andere taxa). Xerodromes omvat de Olsoniformes en salamanderachtige Amphibamiformes. De laatste omvat vier clades: Micropholidae, Amphibamidae, Branchiosauridae en Lissamphibia. De amphibamiden Amphibamus en Platyrhinops zijn de nauwste verwanten van de branchiosauriden en ondanks het feit dat ze homoplasieën delen met amphibamiden, vormen de Branchiosauridae een monofyletische groep.

## Beschrijving
De synapomorfieën, gedeelde afgeleide eigenschappen, van de Branchiosauridae omvatten een verhemeltebeen met een opvallend uitsteeksel dat van het midden van het bot naar het bovenkaaksbeen reikt; in de kieuwen zes rijen aparte slanke branchialia met meervoudige uiteinden; en een totaal van 21 of 22 wervels in de nek en rug. Sommige soorten kunnen hier weer van zijn gaan afwijken.
Een skelet van de branchiosauride Melanerpton tenerum is ontdekt met een bewaard gebleven huidpatroon. De conservering toont een regelmatig patroon van heldere vlekken vervaagd door donkere pigmenten op de huid van de rug. Dit is de eerste vermelding van dit mozaïekachtige patroon bij een uitgestorven amfibie.

## Geslachtenbeschrijvingen
De familie Branchiosauridae omvat de geslachten Branchiosaurus, Apateon, Melanerpeton, Leptorophus en Schoenfelderpeton.
Het stratigrafisch oudste geslacht is Branchiosaurus, met als enige bekende soort B. salamandroides. Binnen de morfogeen meer diverse Melanerpeton-clade zijn de geslachten Schoenfelderpeton en Leptorophus zustergroepen. Binnen de Apateon-clade vormt A. kontheri het meest basale taxon, gevolgd door A. gracilis, A. pedestris, A. dracyiensis en de zustertaxa A. caducus en A. flagrifer.

## Paleobiologie
De gespecialiseerde keeltanden met borstelachtige takken van de Branchiosauridae zijn indicatief voor kieuwspleten en suggereren een filtervoedingsmechanisme gericht op plankton. Bij goed bewaarde exemplaren van Branchiosaurus zijn zes rijen tanddragende beentjes aanwezig aan elke kant van het hyobranchiale skelet in een 1-2-2-1-configuratie. Dit komt overeen met de dentikels die zijn bevestigd aan het epitheel rond vier kraakbeenachtige ceratobranchialia die grenzen aan drie externe kieuwspleten. Het kaakachtige apparaat kan hebben gediend om prooien tegen te houden die de keelholte wilden verlaten met de waterstroom of om een dichte afsluiting van de kieuwspleet te vormen tijdens het voeden.
De Branchiosauridae diversifieerden gedeeltelijk door aanpassingen die de co-evolutie van vertraagde ontwikkeling van de bovenkaak en wang omvatten, wat resulteerde in een kinetische bovenkaak en een efficiëntere zuigende voedselinname mogelijk maakte. Dit mechanisme zou adaptief zijn geweest voor het zich voeden met suspensies alsmede het verzwelgen van een enkelvoudige prooi. In de Apateon-clade evolueerden verschillende morfotypen als gevolg van heterochrone veranderingen, verschillen tussen de botten in het tijdstip van rijping. Bij sommige soorten (A. caducus en A. flagrifer), consolideerde de bovenkaak zich vroeg in de ontwikkeling en de grootte van de opening en het onregelmatige gebit wijzen op een vroege overgang in het dieet van suspensie naar vleeseten. Bij andere soorten (A. dracyiensis) werd de bovenkaak nooit geconsolideerd, wat wijst op een versterkt zuigmechanisme. Diagnostiek van de Melanerpeton-clade wijst op een combinatie van filtervoeding en incidentele vangst van grotere prooien.
Hoewel de Melanerpeton-Apateon-dichotomie niet samenhangt met enige significante aanpassingen, had de Melanerpeton-clade over het algemeen een grotere lichaamsgrootte waardoor ze waarschijnlijk nieuwe niches in aquatische ecosystemen konden innemen. De meeste Apateon-soorten leken geen concurrenten te hebben en waren dus succesvolle indringers in de faunae.

## Ontogenie
Zowel neotenie (behoud van larvale somatische kenmerken tot in de volwassenheid) als metamorfose zijn gerapporteerde ontogene trajecten bij branchiosauriden. Bepaalde terrestrische branchiosauride-aanpassingen, zoals de korte romp en lange ledematen, suggereren dat het een aanvankelijk terrestrische clade was en dus omkeringen naar het waterleven en metamorfoserende trajecten plaatsvonden binnen de clade. Het metamorfosetraject naar terrestrische volwassenen is alleen gerapporteerd bij A. gracilis. Veranderingen die de volwassen A. gracilis onderscheiden van zijn larvale tegenhanger deden zich voor tijdens een snelle ontwikkelingsfase en omvatten ossificatie, verbening, van de hersenpan, palatoquadratum, intercentra en gordels, spieraanhechtingslittekens en veelhoekige richels en groeven die het dermale schedeldak versieren. De larvale somatische kenmerken, waaronder verbeende kieuwtanden en larvale versieringen van het schedeldak, zijn verloren gegaan. Postcraniale kenmerken van getransformeerde A. gracilis geven aan dat hij terrestrisch was en dat bijtkracht een meer belangrijke factor was geworden dan zuigkracht. Ondanks dit geval van metamorfose, is neotenie bijna alomtegenwoordig bij branchiosauriden en de meeste soorten bleven hun hele leven in een aquatisch milieu (we moeten echter niet uitsluiten dat dit een overblijfsel is van terrestrische gemetamorfoseerde exemplaren die niet goed bewaard zijn gebleven). Neotenie is een van de belangrijkste vormen van heterochronie waarbij er een wijziging is in de timing of snelheid van ontwikkeling van bepaalde kenmerken die worden geërfd. Neotenische branchiosauriden ervoeren isometrische groei van schedelbeenderen terwijl ze de hierboven vermelde juveniele kenmerken behielden. Volwassen branchiosauride neotenen onderscheiden zich van larvale neotenen door meer ontwikkelde schedeldakversieringen, verhoogde ossificatie (hoewel niet zo uitgebreid als bij gemetamorfoseerde exemplaren) en ontwikkeling van processus uncinati op de voorste borstribben. Een dergelijke fenotypische plasticiteit in de vorm van facultatieve neotenie is gemeld bij moderne lissamfibieën en er is gesuggereerd dat het ook zeer nuttig is in de habitats op grote hoogte van branchiosauriden, waar de barre, voortdurend veranderende omstandigheden het leven in het water begunstigen.

## Histologie
Histologische waarnemingen van de botstructuur bevestigen het anatomisch bewijs voor neotenie bij branchiosauriden. Analyse van de rijping van het skelet maakt het bepalen van het moment van geslachtsrijpheid mogelijk, namelijk het punt waarop de afstand tussen de jaarlijkse lijnen van vertraagde groei (Lines of Arrested Growth) plotseling afneemt. Bij Apateon-specimina waarvan is vastgesteld dat ze geslachtsrijp zijn, kan in het kraakbeen de Katschenkolijn worden waargenomen wanneer de perichondrale verbening voltooid is. De patronen van verbening in de schacht en epifysen van de botten van Apateon-specimina, het behoud van histologische larvale kenmerken tot in de volwassenheid, wijzen op pedomorfie en zijn vergelijkbaar met die van de Urodela (nog levende neotenische amfibieën).